# Leonie Saint
Leonie Saint (Herne, 23 de abril de 1986), también conocida con los nombres artísticos Leonie Luder o simplemente Leonie, es una actriz, presentadora de televisión y ex actriz pornográfica alemana.

## Vida y carrera
Nacida en Herne, en el land de Renania del Norte-Westfalia, Leonie entró en la industria para adultos en septiembre de 2005, a los 19 años de edad. En 2006, se convirtió en actriz exclusiva de la compañía Videorama, para la que realizó su propia serie llamada Leonie. Ese mismo año, Leonie ganó el premio eLine en la categoría "Mejor actriz revelación de Alemania" y, en 2007, en la categoría "Mejor actriz alemana".
Entre 2007 y 2009, fue coanfitriona del programa La Notte en el canal de preguntas 9Live. En 2007, apareció en el video musical Lover's Lane para la banda alemana de horror punk The Other. Ese mismo año, también apareció en el video musical Screwing You on the Beach at Night de Bloodhound Gang, que se lanzó finalmente en 2010.
En enero de 2008, Saint anunció su retiro de la industria para adultos. En una entrevista de 2011, dijo que estaba desilusionada con la industria del porno, que no volvería a hacerlo y que creía que un colega de profesión la había infectado deliberadamente con clamidia.
Saint tuvo un papel menor en la película Männersache de 2009, dirigida por Mario Barth. Anteriormente había sido la actriz principal y el tema principal de un cortometraje epónimo de 2007, Leonie Saint, dirigido por Jana Debus y mostrado en el 53.er Festival Internacional de Cortometrajes de Oberhausen. Saint también presentó el programa Sportquiz en el canal Sport1.

## Vida personal
En 2009, Saint tuvo una hija, Joline. En 2012 se casó con Marc, el padre de su hija.